# Satisfire
Satisfire es el cuarto EP de la cantante y productora argentina Six Sex, lanzado el 29 de febrero de 2024 a través del sello DALE PLAY Records. 

## Antecedentes y producción
Según declaraciones de la artista, el proyecto surgió como una manera de retomar los géneros electrónicos presentes en su primer trabajo, Fantasy (2019), tras dos lanzamientos centrados en el reguetón y el neoperreo. La producción del EP se llevó a cabo durante 2023 y principios de 2024, en paralelo a la promoción de su anterior trabajo, 6X.
Para este proyecto, Six Sex colaboró con productores de distintas escenas electrónicas internacionales, entre ellos Merca Bae (España), King DouDou (Francia), DBBD (Alemania), Dimelow Pro (México), y los argentinos Tayhana y Bbynito.

## Composición y estilo
Satisfire incorpora elementos de techno, trance, eurodance y otros subgéneros de la música electrónica de alta intensidad, con una aproximación estilística cercana al rave-pop. Las letras abordan temáticas como la autonomía corporal, el erotismo y la vida nocturna, mientras que la producción sonora se caracteriza por ritmos acelerados y estructuras enfáticas orientadas a la pista de baile.
Cada una de las seis canciones fue acompañada por un videoclip dirigido por Bruno Adamovsky, con quien trabajó en los visuales de 6X. Según comentó Six Sex en una entrevista con Rolling Stone Argentina, la propuesta visual partió de la idea de que “todo puede suceder en el club”, y se inspiró en fiestas organizadas por colectivos como Fractura o Hiedrah. Los videos contaron con la participación de diversas personalidades vinculadas a la escena electrónica y under porteña, como Sassyggirl, Fiah Miau y Juana Rozas, entre otras.

## Lanzamiento y promoción
El 15 de febrero de 2024 se publicó un maxisencillo que incluía «Kappa Kitty Gato 2», remix de una canción del EP Fantasy, y «4 Novios», producido por King DouDou. Pocos días después, se anunció el lanzamiento oficial del EP junto con el listado de canciones.
El EP fue publicado el 29 de febrero de 2024 en plataformas digitales. Cada pista fue acompañada por un videoclip estrenado en YouTube y otras plataformas. La promoción del proyecto incluyó presentaciones en clubes y festivales de América Latina. La gira comenzó con un concierto en Niceto Club (Buenos Aires), donde la artista utilizó una bicicleta fija como recurso escénico, elemento que se volvió característico de sus shows y que obtuvo notoriedad en redes sociales.

## Recepción
Satisfire recibió atención por parte de medios especializados tanto nacionales como internacionales. El sencillo «4 Novios» fue incluido en la lista “The 25 Best Spanish-Language Songs of 2024” de Rolling Stone, en la posición número 11. La misma canción encabezó el listado “10 Best Dance Songs of 2024” del medio Remezcla. Además, la artista fue seleccionada por NME dentro del listado “NME 100: Essential Emerging Artists for 2025”. Satisifre también fue destacado en listas de fin de año por medios independientes como Indie Hoy y Filter México.
En abril de 2025, el EP fue nominado a los Premios Gardel en la categoría Mejor Álbum de Música Electrónica.

## Premios y nominaciones
| Premiación     | Año  | Categoría                         | Resultado | Ref.   |
| -------------- | ---- | --------------------------------- | --------- | ------ |
| Premios Gardel | 2025 | Mejor álbum de música electrónica | Nominado  | [ 20 ] |

## Lista de canciones
Créditos adaptados de Tidal.

| N.º   | Título                             | Escritor(es)                                                | Productor(es)               | Duración |  |
| 1.    | «Hot&perfecT» (con DBBD)           | Francisca Agustina Cuello Jakob Anton Buettner Bruno Donato | DBBD Bbynito Six Sex        | 2:27     |  |
| 2.    | «Kappa Kitty Gato 2» (con Bbynito) | Cuello Donato                                               | Bbynito Six Sex             | 2:44     |  |
| 3.    | «4 noviosS» (con King DouDou)      | Cuello Hugo Passaquin                                       | King DouDou                 | 2:32     |  |
| 4.    | «Lokita maniaticA» (con Merca Bae) | Cuello Alejandro Silva                                      | Merca Bae Six Sex Bbynito   | 2:20     |  |
| 5.    | «FuckU» (con TAYHANA)              | Cuello Melody Tayhana Mariet Chaile                         | TAYHANA Six Sex Bbynito     | 2:44     |  |
| 6.    | «ESA bicha» (con Dimelow Pro)      | Cuello Arath Trujillo Valdez                                | Dimelow Pro Bbynito Six Sex | 2:37     |  |
| 15:24 |                                    |                                                             |                             |          |  |

Notas
- Todos los títulos de las canciones están estilizados según la versión oficial del artista.[nota 1]

## Créditos y personal
Técnico
| - Six Sex – vocalista, producción vocal, producción ejecutiva - DBBD – producción (pista 1) - Bbynito – producción, producción vocal (pistas 1, 2, 5, 6) - King DouDou – producción (pista 3) - Merca Bae – producción (pista 4) | - TAYHANA – producción (pista 5) - Dimelow Pro – producción (pista 6) - Santiago de Simone – masterización, mezcla (todas las pistas) |

Videográfico
| - 1000% – producción ejecutiva (videos) - Sol Schostik – producción (videos) - Bruno Adamovsky – dirección creativa, dirección y montaje de videos | - Lean Vazquez – dirección creativa, fotografía fija - Camila Scarzello – dirección de fotografía (videos) - Denu Mar – dirección de arte (videos) | - Fiah Miau, Princess Tatiana, Camilo Albanez – realización de vestuario - Francisco Canosa – maquillaje y peinado - Segundo Palladino – diseño gráfico | - Mauroangst – motion design y VFX |